# サントレステ
サントレステ（イタリア語: Sant'Oreste）は、イタリア共和国ラツィオ州ローマ県にある、人口約3,700人の基礎自治体（コムーネ）。

## 地理

### 位置・広がり
ローマ県北部のコムーネ。

#### 隣接コムーネ
隣接するコムーネは以下の通り。括弧内のVTはヴィテルボ県、RIはリエーティ県所属を示す。
- チーヴィタ・カステッラーナ (VT)
- チヴィテッラ・サン・パオロ
- ファレーリア (VT)
- ナッツァーノ
- ポンツァーノ・ロマーノ
- リニャーノ・フラミーニオ
- スティミリアーノ (RI)